# Georges Philippe Jumel
Pour les articles homonymes, voir Jumel (homonymie).
Georges Philippe Jumel est un maître écrivain français du XVIIIe siècle, ayant exercé à Caen et à Paris.

## Biographie
Il est immatriculé le 5 mars 1775 dans la Communauté des maîtres écrivains jurés de Paris, après y avoir été reçu le 24 février. Il exerce d'abord à Caen comme expert juré. Il se marie à Paris, le 5 février 1785, avec Louise Charlotte Debout.
Il est :
- membre de Académie royale d'écriture ;
- membre du Bureau académique d'écriture. Il en est radié en 1789 « pour avoir surchargé une pièce d'écriture mise à l'examen et pour avoir porté préjudice à son confrère Harger qu'il a accusé de son méfait »[3]. Mais il fait appel de cette délibération, qui est annulée par jugement du 27 frimaire an III.
- l'un des fondateurs et le directeur de la Société académique d'écriture.

Il est franc-maçon, membre de la loge « La Réunion des arts » (1777). Le 27 ventôse an II, il écrit à Robespierre une lettre pour dénoncer des propos que lui avait rapporté une de ses élèves...
Dans la Gazette de France du 11 septembre 1778, il fait savoir qu'il donnera le 1er octobre 1778 à 7 heures du soir un cours rue de la Vieille Place aux Veaux à l'entrée par la rue S.t Jacques de la Boucherie.

## Œuvres
Jumel réalisa en 1777 un portrait au trait de plume du roi Louis XVI et de la reine Marie Antoinette. « Ce portrait d'un seul trait, à main levée, « tour de force calligraphique, représente le buste de la reine tourné vers la gauche et gravé d'un seul trait de plume continué par l'ornement circulaire qui lui sert d'encadrement ».
Le portrait de Louis XVI a été gravé par Beaublé en 1778 avec la légende Louis XVI. Roi de France et de Navarre. Il est annoncé dans la Gazette de France du 31 août 1778. Paris BNF (Est.) : N-2 (LOUIS 16 (roi de France)).